# Willy Knippenbergprijs
De  Willy Knippenbergprijs  is vernoemd naar de Nederlandse katholieke priester, classicus, historicus en onderwijzer drs. Willy Knippenberg (1910-2005), die geldt als een van de peetvaders van de regionale geschiedbeoefening in Noord-Brabant. Voor zijn vele werk ontving hij onder andere de Zilveren Anjer van het Prins Bernhard Cultuurfonds
Hij stond aan het begin van de oprichting van enkele Brabantse musea en was daarin lange tijd bestuurlijk actief. Daarnaast stimuleerde hij tot op hoge leeftijd de volkskunde en het onderzoek naar de natuurlijke historie van de provincie, gebieden waarop hij ook zelf actief was.
De Knippenbergprijs werd in 2007 ingesteld op initiatief van de Stichting Brabants Heem, de Leerstoel Cultuur in Brabant aan de Universiteit van Tilburg, de Historische Vereniging Brabant, het Noordbrabants Museum en het Nederlands Centrum voor Volkscultuur. Aanvankelijk werd de prijs jaarlijks uitgereikt, sinds 2012 is het een tweejaarlijkse prijs. De Knippenbergprijs wordt uitgereikt aan een persoon of vereniging in Brabant die een activiteit ontplooit heeft in de geest van Knippenberg. Iedere keer wisselt het thema waarop activiteiten kunnen worden voorgedragen. Uit de voorgedragen personen of projecten selecteert een onafhankelijke jury een aantal genomineerden.
De bekendmaking en uitreiking van de Knippenbergprijs vindt plaats op een zondag in november tijdens een feestelijke bijeenkomst bij de prijswinnaar van het jaar ervoor. De genomineerden presenteren tijdens deze bijeenkomst hun project ten overstaan van een erkende jury en andere belangstellenden.
De prijs bestaat uit een bronzen schijf, beschikbaar gesteld door Brabants Heem. De schijf is ontworpen door beeldend kunstenaar Gerard van den Berg en toont aan de ene kant een afbeelding van Willy Knippenberg en aan de andere kant een aantal heemkundige motieven. Tevens ontvangt de winnaar een geldbedrag en krijgen alle genomineerden een oorkonde. In sommige gevallen wordt er door Erfgoed Brabant en Schatten van Brabant nog een bedrag aan de prijs toegevoegd.

## Winnaars
- 2007: Het project 100 Bedevaarten naar Kevelaer van de Heemkundekring Land van Ravenstein[1]
- 2008: Stichting Cultuurhistorische Evenementen van de Heemkundegroep Hooge Mierde[2]
- 2009: Stichting WieKentKunst uit Moergestel[3]
- 2010: DeurneWiki van de Heemkundekring Ouwerling uit Deurne[4]
- 2011: Stichting Behoudt de Langstraatspoorbruggen uit Waalwijk[5]
- 2012: Willem van den Bosch uit Someren[6]
- 2014: Heemkundekring Amalia van Solms, Baarle Nassau-Hertog[7]
- 2016: Wim de Bakker van heemkundekring De Kleine Meijerij uit Oisterwijk e.o[8]